# Логиново (Шекснинский район)
Логиново — деревня в Шекснинском районе Вологодской области.
Входит в состав сельского поселения Ершовского, с точки зрения административно-территориального деления — в Ершовский сельсовет.
Расстояние по автодороге до районного центра Шексны — 23 км, до центра муниципального образования Ершово — 2 км. Ближайшие населённые пункты — Афанасово, Льгово, Ершово.
По переписи 2002 года население — 8 человек.